# Finlandia en los Juegos Paralímpicos de Vancouver 2010
Finlandia estuvo representada en los Juegos Paralímpicos de Vancouver 2010 por cinco deportistas, tres hombres y dos mujeres.

## Medallistas
El equipo paralímpico finlandés obtuvo las siguientes medallas:
| Nombre          | Deporte        | Evento                           |
| --------------- | -------------- | -------------------------------- |
| Oro             |                |                                  |
| —               |                |                                  |
| Plata           |                |                                  |
| Maija Löytynoja | Biatlón        | 3 km persecución de pie femenino |
| Bronce          |                |                                  |
| Ilkka Tuomisto  | Esquí de fondo | 1 km velocidad de pie masculino  |